# Гар (Приморские Альпы)
Гар (фр. Gars) — коммуна на юго-востоке Франции в регионе Прованс — Альпы — Лазурный берег, департамент Приморские Альпы, округ Грас, кантон Грас-1. До марта 2015 года коммуна административно входила в состав упразднённого кантона Сент-Обан (округ Грас).
Площадь коммуны — 15,57 км², население — 58 человек (2006) с тенденцией к росту: 67 человек (2012), плотность населения — 4,3 чел/км².

## Население
Население коммуны в 2011 году составляло — 63 человека, а в 2012 году — 67 человек.
| 1962 | 1968 | 1975 | 1982 | 1990 | 1999 | 2006 | 2008 | 2011 | 2012 |
| ---- | ---- | ---- | ---- | ---- | ---- | ---- | ---- | ---- | ---- |
| 63   | 73   | 64   | 83   | 70   | 49   | 58   | 60   | 63   | 67   |

Динамика численности населения:

## Экономика
В 2010 году из 34 человек трудоспособного возраста (от 15 до 64 лет) 21 были экономически активными, 13 — неактивными (показатель активности 61,8 %, в 1999 году — 58,8 %). Из 21 активных трудоспособных жителей работали 15 человек (11 мужчин и 4 женщины), 6 числились безработными (2 мужчины и 4 женщины). Среди 13 трудоспособных неактивных граждан учеников либо студентов не было, 9 — были пенсионерами, а ещё 4 — были неактивны в силу других причин.